# Craspedoxantha bafut
Craspedoxantha bafut är en tvåvingeart som beskrevs av Amnon Freidberg och Wayne N. Mathis 1990. Craspedoxantha bafut ingår i släktet Craspedoxantha och familjen borrflugor. Inga underarter finns listade i Catalogue of Life.